# Blečji Vrh
Blečji Vrh – wieś w Słowenii, w gminie Grosuplje. 1 stycznia 2017 miejscowość liczyła 58 mieszkańców.